# Kristina Keneally
Kristina Kerscher Keneally (nacida el 19 de diciembre de 1968) es una política australiana nacida en Estados Unidos. Fue la 42.ª Primera ministra de Nueva Gales del Sur. El 3 de diciembre de 2009, el caucus del Partido Laborista Australiano eligió a Keneally para reemplazar a Nathan Rees como líder y se convirtió en la primera mujer premier de Nueva Gales del Sur. El Partido Laborista perdió las elecciones estatales de 2011, y Barry O'Farrell del Partido Liberal se convirtió en el nuevo primer ministro el 28 de marzo de 2011. El 29 de junio de 2012, Keneally renunció al Parlamento cuando comenzó su trabajo como Directora Ejecutiva de Basketball Australia.